# École militaire de l'air
Ne doit pas être confondu avec École de l'Air.
Pour les articles homonymes, voir EMA.
L’École militaire de l’Air (EMA) était une école militaire formant des officiers de l’Armée de l'Air française. Elle était l'équivalent de l'École militaire interarmes pour l'Armée de Terre ou de l'École militaire de la Flotte pour la Marine nationale. Elle a fonctionné de 1925 à 2015, date de son intégration à l'École de l'Air.

## Historique
L'école a été créée en 1925 à Versailles. Appelé dans un premier temps, le centre d’études de l’aéronautique, il devient l’École militaire de l’air et s’implante à Salon-de-Provence.
Ses formations ont fusionné depuis 2015 avec celles de l'École de l'air.

## Drapeau
Le drapeau de l’école est décoré de la Légion d’honneur, de la croix de guerre 1939-1945, de la croix de guerre des Théâtres d'opérations extérieurs et de la médaille de l'Aéronautique.

## Définition héraldique
« Rondache d’azur clair à la filière d’or à une aigle éployée d’azur sombre posée sur un mont de tanné, une nuée d’argent issant de dextre et chargée d’un poignard au naturel posé en barre. »
- Symbolisme de l’insigne:

L’insigne de l’École militaire de l’air, issu d’un concours lancé auprès des promotions 1946-1947, symbolise l’élève-officier de l’EMA (un aigle déjà adulte) prêt à prendre son envol depuis un sommet escarpé (les épreuves des études militaires et scientifiques) afin d’atteindre un poignard d’officier placé dans les cieux (la consécration de la fin du cycle de formation).

## Recrutement et formation
L’école militaire de l’air permet aux meilleurs sous-officiers de l’Armée de l’air de devenir officiers d’active dans le corps du personnel navigant, officiers des bases aériennes, officiers mécaniciens. Cette disposition est également étendue aux officiers sous contrat (OSC).
Le recrutement a lieu par voie de concours et la scolarité dure deux années,.

## Missions
L'école assure la formation initiale des officiers des bases aériennes, des officiers mécaniciens issus du recrutement interne. Chargés d'encadrer des équipes de sous-officiers et militaires de rang, les officiers des bases et les officiers mécaniciens doivent être rigoureux et organisés. Être officier dans l'Armée de l'air nécessite aussi des compétences techniques pointues. 

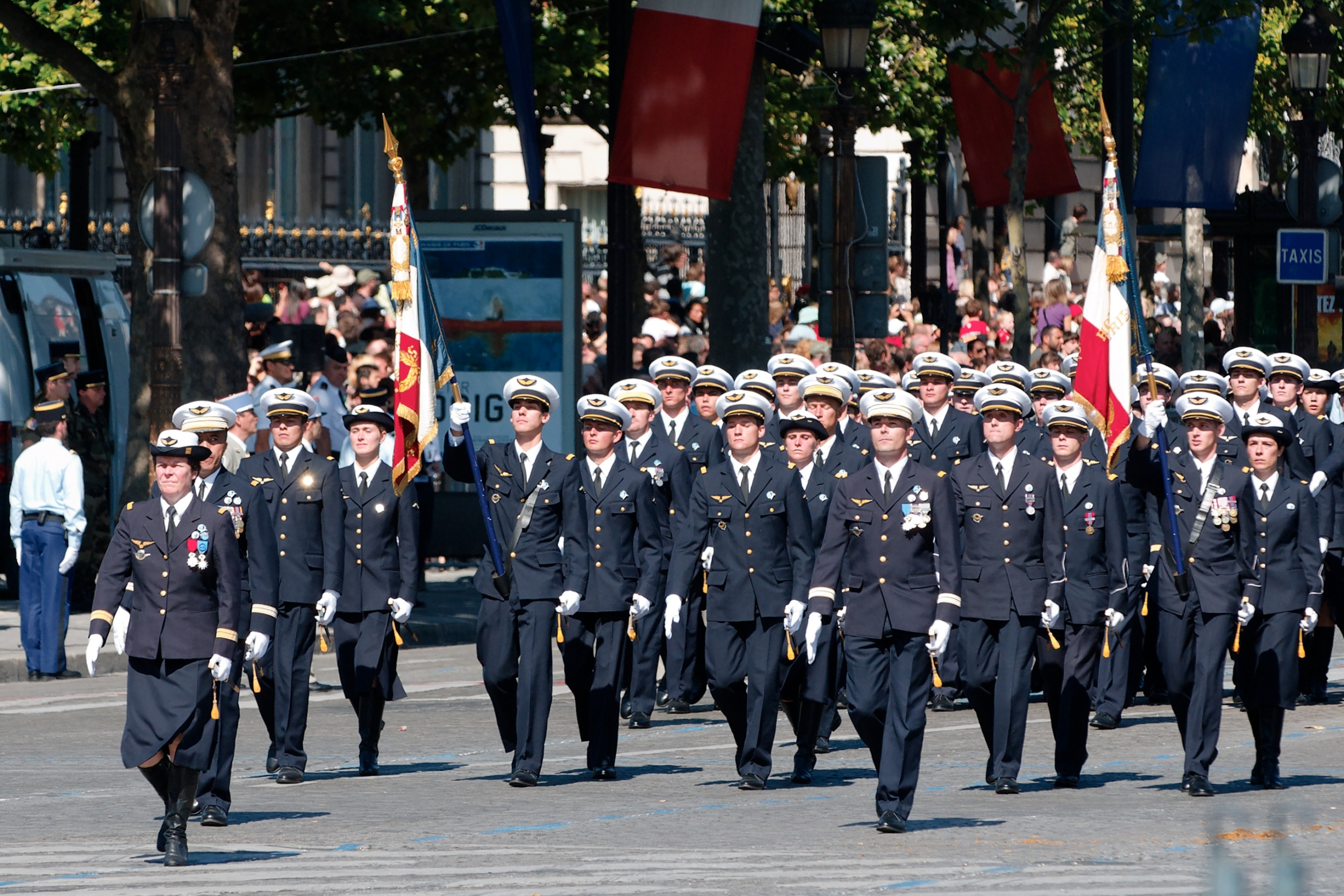
Gardes au drapeau des écoles d'officiers de l'Armée de l'air (regroupement de l'École de l'air, de l'École militaire de l'air, du groupement des écoles de l'administration de l'Armée de l'air et du cours spécial de formation des officiers) ; le colonel Sylvie Mouzin, commandant le GFIO, est en tête. Défilé du 14 juillet 2008 sur les Champs-Élysées, Paris.

## Situation géographique
L'École militaire de l'air est implantée sur la base aérienne 701 au sud de Salon-de-Provence dans le département des Bouches-du-Rhône. La base aérienne accueille également d’autres écoles et cours spéciaux pour la formation des officiers de l’Armée de l'air.

### Documentation en ligne
- Les écoles d'officiers de Salon-de-Provence sur le site du ministère de la Défense